# ヘヤチョウ
『ヘヤチョウ』は、2017年12月17日21時 - 22時54分にテレビ朝日系で放送された刑事ドラマ。主演は内野聖陽。

## キャスト

### 警視庁
釜本宣彦
演 - 内野聖陽（少年期：森澤哲也 / 青年期：髙山純平）
捜査一課15係 部屋長・巡査部長。若い頃、「ゴンゾウ」（どうにも使えないダメ刑事）と呼ばれていた。その頃辻本美紀の父・辻本警部補に世話になっている。
沼尻聡史
演 - 平田満
捜査一課15係 係長。警部。
池端宗二
演 - 利重剛
捜査一課15係 警部補。

### 東中野警察署
辻本美紀
演 - 武田梨奈（幼少期：藤田りんか）
刑事課 強行犯捜査係 巡査。女性ばかりを狙った連続通り魔事件の捜査中に通り魔に襲われ負傷する。父は殉職した刑事。
吉沢誠
演 - 吹越満
署長。警視。釜本の大学時代の剣道部の先輩。
稲生隆
演 - 浜田学
刑事課 強行犯捜査係 係長。移植の必要な心臓病の6歳の娘がおり、その手術費の捻出活動のために近々警察を辞めるかもしれない。
近藤勝俊
演 - 中林大樹
刑事課 強行犯捜査係。

### 上高田警察署
野島謙二
演 - 細田善彦
刑事課 強行犯捜査係 巡査部長。釜本とは顔見知り。東中野署との連続通り魔事件合同捜査で辻本と組むことになる。
刑事
演 - 白井雅士（ノンクレジット）
野島と同行している刑事。

### 江戸川南警察署[4]
森山雅之
演 - 平野貴大
刑事。釜本の親友。ある夜、釜本に話があると電話してくるが、その直後、拳銃で自殺する。釜本の推薦で一度は念願の警視庁勤務になるが、その後所轄に異動願いを出して今の警察署へ異動になっている。

### 警察官の関係者
釜本幸江
演 - 奥貫薫
宣彦の妻。自宅で和彦の介護をしていたが、突然離婚届を置いていなくなる。
釜本和彦
演 - 石橋蓮司
宣彦の父。元捜査一課刑事。脳梗塞で寝たきりになり、自宅で介護を受けている。
春田寿子
演 - 山本道子
釜本家のヘルパー。
森山百合子
演 - 岩崎ひろみ
森山雅之の妻。

### 所轄の刑事
磯崎
演 - 君嶋麻耶

中村
演 - 平林弘太朗

斉藤
演 - 福永光生

柳田
演 - 渡辺コウジ

栗原
演 - 大神拓哉

田辺
演 - 友寄

### その他
岡崎靖男〈52〉
演 - 青山勝
大手OA機器メーカー社員。東中野8丁目の自宅で左胸部を包丁で刺されて死亡。一人息子が死んでから美千代と2人暮らし。
岡崎美千代〈50〉
演 - 筒井真理子
靖男の妻。不眠症で夜は睡眠薬を飲んで寝ている。
岡崎啓太
演 - 細野涼聖
靖男と美千代の息子。10年前、12歳の時に交通事故死。
田村昌代
演 - 浅倉いづみ
岡崎家の隣人。事件当夜の様子を釜本らに語る。
レストランの客
演 - 棟里佳、斎藤ナツ子、舟木幸
イタリアンレストランで「岡崎靖男が若い女性とバーで飲んでいた」、と噂話をする主婦たち。
仲島洋一
演 - 水橋研二
花屋。花の配達で岡崎家には何度か行ったことがある、と話す。
黒川健次郎〈24〉
演 - 加藤慎吾
駒場のバーのバーテン。以前、交通課にいた辻本に違反切符を切られている。実は浅草北警察署長の息子。
四方田修三〈27〉
演 - 毎熊克哉
岡崎家付近の新聞配達店の元配達員。事件当日に配達店を辞めている。3年前に傷害で服役している。
武藤舞子〈24〉
演 - 万里紗
四方田の同郷出身の恋人。
里中英子
演 - 中野若葉
NPO法人「たんぽぽの輪」職員。
医師
演 - 菊池隆志

看護師
演 - おのさなえ

赤レンガの家の主婦
演 - 榎本有希子

## スタッフ
- 原作 - 飯田裕久「地取り」「検挙票」（朝日新聞出版）
- 脚本 - 山本むつみ
- 監督 - 猪崎宣昭
- 音楽 - 吉川清之
  - ギターアレンジ - 伊藤浩紀
- 警察監修 - 倉科孝靖
- 特殊メイク - メイクアップディメンションズ（神田文裕）
- 技斗 - 二家本辰巳
- 剣道実技 - 埼玉県川口市剣道連盟
- VFX - グレートインターナショナル
- 技術協力 - アップサイド
- 美術協力 - 東京美工、紀和美建
- 装飾 - 高津装飾美術
- プロデューサー - 松本基弘（テレビ朝日）、大川武宏（テレビ朝日）、金丸哲也（東映）
- 制作 - テレビ朝日、東映